# Павильон № 36 «Переработка продукции сельского хозяйства» на ВДНХ
Павильон «Переработка продукции сельского хозяйства» — 36-й павильон ВДНХ, построенный в 1952—1954 годах, и частично реконструированный в 1974—1975 годах. Первоначально носил название «Водное хозяйство», в 1970-х годах — «Мелиорация и водное хозяйство». Расположен в северной части выставки, за Каменскими прудами.

## История
Павильон был построен в 1952—1954 годах для экспозиции «Водное хозяйство» по проекту архитекторов Петра Ревякина и Юрия Шевердяева. В настоящее время павильон состоит из двух частей, построенных в разное время. Основной объём решён в стиле сталинского ампира и представляет собой квадратное в плане здание, фасады которого украшены колоннами коринфского ордера (по четыре колонны на фасаде), а между ними расположены окна во всю высоту здания. В 1974—1975 годах павильон был реконструирован также по проекту Петра Ревякина. Основной объём при реконструкции был оставлен без изменений, но к нему были пристроены два боковых застеклённых флигеля, решённых в стиле советского модернизма; они выдаются вперёд от фасада основного объёма, таким образом создавая небольшой полуоткрытый двор.
Изначально в павильоне размещалась экспозиция «Водное хозяйство». В 1970-е годы её тематика была расширена (вместе с расширением павильона), и название изменено на «Мелиорация и водное хозяйство». В 1980-е годы тематика полностью изменилась, и павильон стал называться «Переработка продукции сельского хозяйства». Все экспозиции демонстрировали методы и достижения в соответствующих отраслях в Советском Союзе. В постсоветские годы экспозиция была упразднена. А в 2010-е годы была проведена реставрация павильона, после которой в нём при участии мэра Москвы Сергея Собянина и министра культуры России Владимира Мединского 20 октября 2017 года состоялось открытие Музея кино, существующего ещё с 1989 года. В павильоне расположены фондохранилища музея, шесть выставочных зон, научно-образовательный центр и три кинозала. Частью музея стал научно-мемориальный кабинет Сергея Эйзенштейна.